# Makoto Sasamoto
Makoto Sasamoto (jap. 笹本睦 Sasamoto Makoto; ur. 21 stycznia 1971) – japoński zapaśnik w stylu klasycznym. Trzykrotny olimpijczyk. Ósmy w Sydney 2000, piąty w Atenach 2004 i dziesiąty w Pekinie 2008. Startował w kategorii 58–60 kg.
Sześciokrotny uczestnik mistrzostw świata, srebrny medalista z 2007. Złoty medal na igrzyskach azjatyckich w 2006 i brąz w 2002.
Drugi na igrzyskach Wschodniej Azji w 2001. Brązowy medalista mistrzostw Azji w 2005. Uniwersytecki mistrz świata w 2000. Trzeci w Pucharze Świata w 1994 roku.